# Mortirolopas
De Mortirolopas (Italiaans: Passo Mortirolo en ook wel Passo della Foppa) is een bergpas in Italië die de verbinding vormt tussen de Lombardische bergdalen Val Camonica en Valtellina. De weg wordt relatief weinig bereden aangezien de nabijgelegen Apricapas een veel gemakkelijker en sneller alternatief is. Op de pashoogte komen drie wegen bij elkaar: de weg vanuit het Val Camonica, vanuit Mazzo di Valtellina en een weg die over de bergkam vanuit de Apricapas voert. Op oudere landkaarten staat de Mortirolopas nog aangegeven als Passo di Foppa.
Lange tijd is de Mortirolopas een steenslagweg gebleven tot deze in 1990 werd opgenomen in de Ronde van Italië. Sindsdien is de route erg populair bij wielrenners die hier niet veel hinder van doorgaand verkeer ondervinden.
Ten zuidoosten van de pashoogte takt een weg af naar de 2087 meter hoge Col Carette di Val Bighera, die alleen via deze zijde voor gemotoriseerd verkeer te bereiken is.

## Wielersport
De Mortirolo geniet bekendheid doordat de berg reeds meermaals beklommen werd tijdens de Ronde van Italië. De col staat bekend als een van de zwaarste beklimmingen in de wielersport. De beklimming gebeurt meestal vanuit Mazzo di Valtellina, op de weg S38 van Tirano naar Bormio. Een stukje onder de top van deze noordhelling staat een monument ter nagedachtenis aan wielrenner Marco Pantani (overleden in 2004).
Passages in de Ronde van Italië:
| jaar | eerste boven      | land | etappe | zijde               |
| ---- | ----------------- | ---- | ------ | ------------------- |
| 1990 | Leonardo Sierra   | VEN  | 17     | Edolo               |
| 1991 | Franco Chioccioli | ITA  | 15     | Mazzo di Valtellina |
| 1994 | Marco Pantani     | ITA  | 15     | Mazzo di Valtellina |
| 1996 | Ivan Gotti        | ITA  | 21     | Mazzo di Valtellina |
| 1997 | Wladimir Belli    | ITA  | 21     | Mazzo di Valtellina |
| 1999 | Ivan Gotti        | ITA  | 21     | Mazzo di Valtellina |
| 2004 | Raffaele Illiano  | ITA  | 19     | Mazzo di Valtellina |
| 2006 | Ivan Basso        | ITA  | 20     | Mazzo di Valtellina |
| 2008 | Antonio Colom     | ESP  | 20     | Mazzo di Valtellina |
| 2010 | Ivan Basso        | ITA  | 19     | Mazzo di Valtellina |
| 2012 | Oliver Zaugg      | SUI  | 20     | Tovo di Sant'Agata  |
| 2015 | Steven Kruijswijk | NED  | 16     | Mazzo di Valtellina |
| 2017 | Luis León Sánchez | ESP  | 16     | Edolo               |
| 2019 | Giulio Ciccone    | ITA  | 16     | Mazzo di Valtellina |
| 2022 | Koen Bouwman      | NED  | 16     | Edolo               |
| 2024 | Christian Scaroni | ITA  | 15     | Edolo               |
| 2025 | Afonso Eulálio    | POR  | 17     | Monno               |

Agnello · Aprica · Assietta · Baremone · Brenner · Brocon · Cadibona · Capannelle · Campolongo · Costalunga · Croce Dominii · Cuvignone · Duran · Esischie · Falzarego · Fauniera · Fedaia · Finestre · Forcola di Livigno · Foscagno · Gardena · Gavia · Giau · Giogo di Bala · Grote Sint-Bernhard · Jaufen · Joux · Kleine Sint-Bernhard · Lavaze · Leonessa · Lombarda · Maddalena · Manghen · Maniva · Mendel · Montgenèvre · Mont-Cenis · Monte Cristo · Mortirolo · Nigra · Nivolet · Penser Joch · Platigliolepas · Pfitscherjoch · Plöcken · Pordoi · Pratoriscio · Predil · Presolana · Reschen · Rolle · Sampeyre · San Carlo · San Marco · San Pellegrino · San Zeno · Scale · Sella · Sestriere · Sommeiller · Splügen · Staller Sattel · Staulanza · Stelvio · Tenda · Timmelsjoch · Tonale · Tre Croci · Tremalzo · Umbrail · Val Bighera · Valcavera · Valles · Valparola · Via del Sale · Vivione · Würz